# Laima

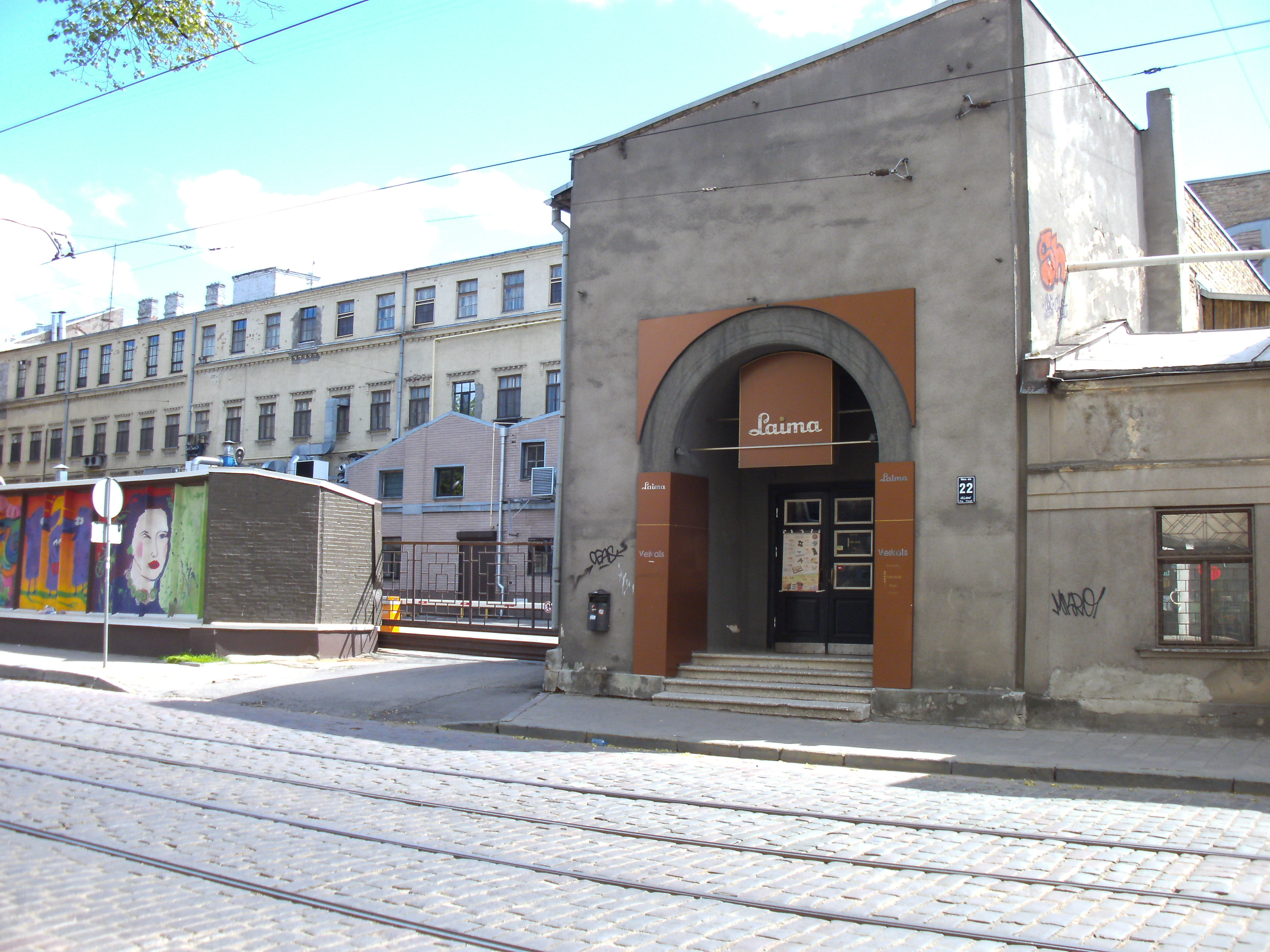
Одно из зданий фабрики

«Лайма» — латвийское предприятие по производству шоколадных изделий. Ведёт свою историю с 1870 года.
С 2014 года владельцем предприятия Laima стала норвежская компания Orkla.
Один из старейших видов продукции — шоколадные конфеты «Серенада».

## История
Считается, что одним из исторических прототипов современной «Лаймы» является фабрика лифляндского предпринимателя Теодора Ригерта, который открыл своё производство в Риге в 1870 году. Именно поэтому на упаковках с продукцией «Лайма» значится этот год. Предприятие Ригерта было первым такого рода в Риге; вскоре оно завоевало популярность в масштабе всех прибалтийских губерний Российской империи, а его продукция поставлялась во многие крупные российские города.

### Период межвоенной Латвии
В 1925 году фабрику приобретают братья Элияху и Леонид Фромченко и она получает название «Лайма», по имени Лаймы — древнебалтийской богини счастья и процветания.
В 1933 году братья продают свою часть в компании и уезжают с группой специалистов и рабочих в подмандатную Палестину, в Рамат-Ган, где основывают шоколадную фабрику «Элит».
К 1938 году продукция фабрики «Лайма» отправлялась на экспорт во все европейские государства, а производство было налажено по самым передовым стандартам с использованием новейшего оборудования. Тогда же был построен новый корпус по улице Миера, 22.
К концу 1930-х, когда в Латвии делалась ставка на развитие сельскохозяйственного комплекса и на совершенствование пищевой промышленности, «Лайма» приносила от 4 до 5 миллионов латов прибыли в год, а на предприятии было занято более 1000 человек.
Согласно статистическим данным, общий удельный вес продукции фабрики «Лайма» на латвийском рынке кондитерской продукции достигал 39 %, а среди экспортируемой из Латвии продукции такого рода — 77 %. Первыми импортёрами изделий этого предприятия были Великобритания, Франция и Швеция. Также был налажен экспорт продукции «Лаймы» в Канаду, Норвегию и Германию. Предприятие также осуществляло поставки в Южную Африку, Индию и на Бермудские острова. Общий объём экспорта продукции «Лаймы», по статистическому обобщению конца 1939 года, составил более 500 тонн в год.

### Советская Латвия
После присоединения Латвии к СССР фабрика «Лайма» и начала выпускать новые сорта шоколадной и кондитерской продукции. Одной карамели выпускалось по 40—45 тонн в день, что было естественным в условиях повышенного спроса, которым пользовались изделия шоколадной фабрики, особенно среди жителей других республик СССР. Уже к 1960-м годам продукция фабрики «Лайма» стала ассоциироваться с одним из ключевых пищевых сувениров, который жители других советских республик привозили из путешествия в Латвию наряду со шпротами и рижским чёрным бальзамом. Всего существовало 60 сортов продукции на фабрике «Лайма», при этом производители регулярно придумывали новые оригинальные изделия, завоёвывавшие призы, премии и медали на различных международных выставках. В начале 1960-х годов фабрика несколько сместила акценты и начала специализироваться на производстве ириса, конфет, шоколада и шоколадных изделий. Благодаря тому, что в этот период оборудование в производственных цехах было заменено на более мощное, рост объёмов продукции увеличился в 5,6 раза. Процесс производства происходил в тех же помещениях — он составил 13,9 тысяч тонн в год.
Сорта и разновидности изделий
К 1987 году существовало 96 разновидностей изделий, произведённых на фабрике, а 36 из них были разработаны и пущены в массовое производство самими мастерами «Лаймы». Особой популярностью у любителей шоколада пользовались такие образцы продукции, как наборы конфет «Лайма», «Весма», «Дайле», а также шоколад «Ригонда» и шоколадные наборы «Ave sol», «Рига», «Сувенир», «Огонь и ночь» (последний шоколадный набор назван по одноимённой пьесе латышского писателя Райниса). Также чрезвычайно популярными являются такие сорта конфет, как «Белочка», «Серенада», «Красный мак» и «Трюфель».
История конфет «Серенада»
Шоколадные конфеты «Серенада» — один из старейших видов продукции «Лаймы» — выпускаются на предприятии с 1937 года. Существует легенда о том, что в те годы кондитером на фабрике работал молодой парень, который посвятил разработанный им рецепт любимой девушке. На первых упаковках конфет «Серенада» было изображено солнечное южное небо, раскидистые пальмы и пёстрые райские птицы. Впоследствии упаковка поменяла свой оригинальный исторический дизайн и стала нежно-голубого цвета. Современный дизайн упаковки является уже девятым или десятым по счёту.

## Современный период
В 1993 году предприятие «Лайма» было передано на приватизацию и вошло в пищевой холдинг Ave Lat.
До перехода «Лаймы» под крыло Orkla она являлась одним из немногих предприятий пищевой промышленности в Восточной Европе, на котором до июня 2015 года производили шоколад по собственному рецепту, получая сырьё из различных регионов мира. Например, какао-бобы, основа любого изделия из шоколада, поставлялись в Латвию из Ганы (в советский период они поставлялись из Кот-д’Ивуара). Несколько изменился состав отдельных сортов продукции.
26 августа 2014 года предприятие вместе с родственными фабриками Gutta, Staburadze, Staburadzes konditoreja и Margiris приобрела норвежская компания Orkla, сейчас оно именуется «Orkla Confectionery & Snacks Latvija».
В течение 2015—2016 гг. были произведены инвестиции в размере более 10 миллионов евро.
Поскольку исторические помещения завода на ул. Миера в Риге структурно и технологически устарели, в начале 2017 года Orkla запланировала осуществить многомиллионные инвестиции в строительство нового современного и многофункционального завода в Латвии; рассматривались варианты: построить новый комплекс на территории завода «Staburadze» (ул. Артилерияс, Рига), или построить совершенно новый завод вблизи Риги. Был выбран вариант строительства нового производства в посёлке Адажи. Строительство началось в 2019 году.
Продукция «Лаймы» экспортируется в 27 стран, в том числе в Азербайджан, Белоруссию, Великобританию, Израиль, Ирландию, Казахстан, Канаду, Китай, Россию, Туркмению и другие.
В 2017 году маркетологи Orkla провели опрос среди жителей Латвии, чтобы выяснить, какие из ранее производившихся сортов конфет следовало бы возобновить. Пять тысяч человек вспоминали вкус продуктов, которые были когда-то популярны и незаслуженно забыты: «Талисман», «Южная ночь», «Черносмородиновая», «Кара-Кум», «Дайле», «Банановая», «Юрмала», «Лиго», «Ребус» и «Ананас». В итоге к производству были рекомендованы «Кара-Кум» (с кусочками вафли) и «Талисман» (с цикорием). Поскольку конфеты «Кара-Кум» по той же рецептуре до сих пор выпускает российская фабрика «Красный октябрь», Orkla Confectionery & Snacks Latvija должна будет отстоять свое право на бренд на территории Латвии, как она это сделала относительно конфет «Мишка косолапый» производства той же российской фабрики, продажа которых в Латвии после пятилетней судебной тяжбы была запрещена.

## Награды и премии
В довоенный период предприятие «Лайма» приняло участие в нескольких международных ремесленно-промышленных выставках мирового значения, которые прошли в Париже и Лондоне; тогда фабрика получила Гран-при. Одного из высших призов на выставке в Париже удостоилась и новинка фабричного шоколадного производства, та самая «Серенада», ставшая легендарной буквально сразу после создания.
В 1966 году «Лайма», один из лидеров пищевой промышленности Советской Латвии, была награждена Трудовым орденом Красного Знамени. В больших количествах в советский период продукция «Лаймы», помимо Латвии и РСФСР, экспортировалась в ГДР и Болгарии, где латвийские изделия из шоколада пользовались особенным спросом. На международных вставках в Нью-Йорке, Лейпциге, Вене, Брюсселе и на территории Чехословакии удостаивалась золотых и серебряных наград.

## Предприятия-партнеры
- NP Foods[7]
- NP Logistics
- Gutta
- Staburadzes konditoreja
- Margiris